# Чабер
Чабе́р (Satureja) — рід ароматичних одно- та багаторічних трав чи напівкущів родини глухокропивових. Населяють Середземномор'я, західну й центральну Азію. Відомо понад 40 видів, з них в Україні декілька: чабер кримський, чабер садовий та чабер гірський, відомий у Буджаку як чубриця. Деякі види культивують як декоративні, пряні, ефіроолійні, лікарські рослини.

## Чабер садовий
Ботанічні характеристики
- Коренева система — дуже розвинена.
- Стебло прямовисне, при основі часто здерев'яніле, запушене короткими волосками, до 65 см заввишки.
- Листки супротивні, майже сидячі, ланцетні, цілокраї, крапчастозалозисті.
- Квітки двостатеві, неправильні, дрібні, світло-фіолетові чи лілового кольору.
- Плід — горішок, що складається з чотирьох однонасінних часток.
- Насіння дрібне, темно-коричневого забарвлення, маса 1000 насінин  — 0,35–0,40г.

Активні речовини
Трава містить ефірну олію (до 2 %), дубильні (до 9 %) і слизисті речовини, смолу тощо. В олії найбільше карвакролу, тимолу.
Напрями використання
В медицині надземну частину застосовують як бактерицидний, спазмолітичний, потогінний, протигнильний, глистогінний засіб. Зовнішньо ефективний при дерматитах, від укусів комах (місця змащують свіжим соком). Великі дози чеберу діють абортивно.
В харчовій промисловості застосовують при солінні огірків і томатів, як приправу до супів, м'ясних, грибних, рибних страв та салатів, що ароматизує страву. У Болгарії як пряність використовується у формі суміші з солі, паприки, чорного перцю та сінної гуньби.
В парфумерно-косметичній промисловості використовують олію, яка входить до композицій одеколонів і духів.
У бджільництві вважається добрим медоносом.
Біологічні особливості
Однорічна, рідше дворічна, трав'яниста теплолюбна і світлолюбна рослина. Цвіте в липні–серпні. Розмножується насінням.
Технічні параметри вирощування
- Загальні особливості й місце в сівозміні. Площу під посіви культури вибирають в овочево-лікарських сівозмінах із легкими супіщаними ґрунтами.
- Основний і передпосівний період. Основний обробіток, ґрунту, залежно від його типу, стану та забур'яненості, передбачає звичайну, напівпарову або поліпшену систему. Передпосівний обробіток полягає в подрібненні грудок, вирівнюванні, передпосівній культивації та боронуванні площі.
- Посівний період.
  - Строки посіву — ранньовесняні при прогріванні ґрунту до 10 °С.
  - Спосіб посіву — широкорядний із шириною міжрядь 45 см.
  - Норма висіву насіння — 3–4 кг/га.
  - Глибина загортання насіння — 1,0–1,5 см.
  - Період проростання насіння — 15–20 днів.
- Догляд за посівами передбачає регулярні міжрядні культивації з метою поліпшення аерації ґрунту та знищення бур'янів, прополювання їх. У рядках після появи сходів та формування густоти травостою з розрахунку 10–15 рослин на 1 пог. м (120–140 тис./га).
- Збирання врожаю.
  - Заготовлювана сировина — надземна маса.
  - Строки збирання — фаза цвітіння рослин та в суху погоду.
  - Спосіб збирання — косарками або зрізування ножицями, серпами на висоті 15–20 см від поверхні ґрунту.
  - Урожайність зеленої маси — 80–120 ц/га.

Переробка
- Сушіння сировини проводять у затінених, провітрюваних місцях, не допускаючи зіпрівання. Для отримання ефірної олії зелену масу зразу ж переробляють.
- Зберігають готову сировину в сухих, добре провітрюваних приміщеннях у мішкотарі або зв'язаною в тюки.

## Види
Рід містить 42 види: 
1. Satureja adamovicii[d] Šilić
2. Satureja aintabensis[tr] P.H.Davis
3. Satureja amani[tr] P.H.Davis
4. Satureja atropatana[d] Bunge
5. Satureja avromanica[d] Maroofi
6. Satureja bachtiarica[d] Bunge
7. Satureja boissieri[d] Hausskn. ex Boiss.
8. Satureja bzybica[d] Woronow
9. Satureja cilicica[d] P.H.Davis
10. Satureja coerulea[en] Janka
11. Satureja cuneifolia[d] Ten.
12. Satureja edmondii[d] Briq.
13. Satureja fukarekii[d] Šilić
14. Satureja hellenica[d] Halácsy
15. Satureja hortensis L.
16. Satureja horvatii[bs] Šilić
17. Satureja icarica[d] P.H.Davis
18. Satureja innota[d] (Pau) Font Quer
19. Satureja intermedia[d] C.A.Mey.
20. Satureja intricata[d] Lange
21. Satureja isophylla[d] Rech.f.
22. Satureja kermanshahensis[d] Jamzad
23. Satureja khuzistanica[d] Jamzad
24. Satureja kitaibelii[d] Wierzb. ex Heuff.
25. Satureja laxiflora[ru] K.Koch
26. Satureja macrantha[d] C.A.Mey.
27. Satureja metastasiantha[d] Rech.f.
28. Satureja montana L.
29. Satureja mutica[ru] Fisch. & C.A.Mey.
30. Satureja pallaryi[d] J.Thiébaut
31. Satureja parnassica[d] Heldr. & Sart. ex Boiss.
32. Satureja pilosa[d] Velen.
33. Satureja rumelica[d] Velen.
34. Satureja sahendica[d] Bornm.
35. Satureja salzmannii[d] (Kuntze) P.W.Ball
36. Satureja spicigera[en] (K.Koch) Boiss.
37. Satureja spinosa[d] L.
38. Satureja subspicata[fr] Bartl. ex Vis.
39. Satureja taurica Velen.
40. Satureja thymbra[en] L.
41. Satureja visianii[d] Šilić
42. Satureja wiedemanniana[d] (Avé-Lall.) Velen.